# TTNコーポレーション
株式会社TTNコーポレーション（ティティエヌコーポレーション）は、兵庫県伊丹市に本社を置く畳・襖・障子・網戸・建具等を製造販売する企業である。

## 会社概要
関東・関西に販売エリアを持つ業界大手の畳・襖製造販売会社。業界初の24時間稼働の畳・襖工場を持つ。

## 特徴
2004年から24時間営業の畳表張り替えサービスを始めた。張り替えを依頼した店舗の閉店後に畳を工場へ持ち帰り、自社工場で即、畳表を張り替え、翌日の店舗の営業開始時間までに戻す。年中無休を基本とする飲食店や旅館といった業種の需要に応じたもの。

## 沿革
- 1934年 - 創業者・辻野福三郎が「畳福」を開業。
- 1958年 - 「辻野畳店」に名称変更
- 1989年 - 「株式会社ツジノ畳内装」会社設立。
- 1993年 - 「株式会社TTNコーポレーション」に社名変更
- 2001年 - ISO9001：1994認証取得
- 2002年 - 三条畳事業部開設
- 2002年 - 神戸店開設
- 2003年 - 口酒井工場開設
- 2004年 - ISO9001：2000認証取得
- 2004年 - 京都店開設
- 2005年 - 本社工場移転
- 2005年 - 大阪店開設
- 2007年 - 横浜店開設
- 2008年 - 東京支店
- 2009年 - ISO9001：2008認証取得
- 2010年 - 千葉柏店開設
- 2010年 - 八王子店開設
- 2011年 - 埼玉坂戸店開設
- 2011年 - イオンショッピングセンター伊丹昆陽店にNIPPON TATAMIオープン
- 2011年 - 滋賀店開設
- 2014年 - イオンショッピングセンター歌山開店にNIPPON TATAMI オープン
- 2014年 - 金沢店開設
- 2014年 - イオンションピングセンター金沢店にNIPPON TATAMIオープン
- 2015年 - 名古屋店開設
- 2017年 - 4月1日付で北海道今金町のクアプラザピリカ(キャンプ場、スキー場を含む)の指定管理を受託。

## テレビ
- ルソンの壺（NHK大阪放送局）
- 日経スペシャル ガイアの夜明け 消費を眠らせるな!「～ "深夜" 市場に商機あり～ 」（2007年6月12日、テレビ東京）[3] - 深夜の金脈を掘り当てた企業の戦略を取材。